# Gérald Bloncourt
Gérald Bloncourt (4. listopadu 1926 Bainet – 29. října 2018 Paříž), také známý jako Gérard Bloncourt byl haitský malíř a fotograf sídlící na předměstí Paříže. Narodil se v malém městě Bainet, v severovýchodní části Haiti. Byl zakládajícím členem Centre d'Art (Centra umění). Vedle malby akvarelů a fresek také vytvářel kresby a lepty. Zemřel 29. října 2018 ve věku 91 let.